# Volborthit

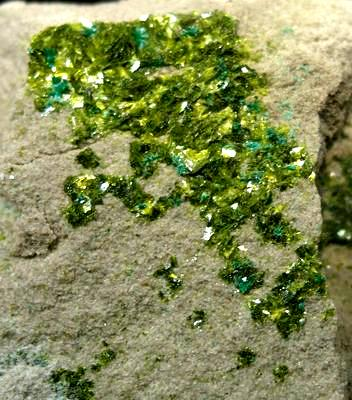

Volborthit este un vanadat, cu formula chimică Cu3V2O7(OH)2·2H2O. Găsit în 1838 în Munții Urali, a fost inițial denumit knaufit și schibat ulterior în volborthit după numele lui Alexander von Volborth (1800–1876), paleontolog rus.